# El fotogénico
El fotogénico es una película española de comedia de 1957, dirigida por Pedro Lazaga y protagonizada en los papeles principales por Jose Luis Ozores y Lolita Sevilla.

## Sinopsis
Antonio es un joven que sueña con conocer a Carmen, su actriz de cine favorita y poder actuar junto a ella en una película. Para ello se presenta a un casting para que le hagan una prueba, pero se pone muy nervioso ante la presencia de ella y el resultado es un desastre. El chico, avergonzado, pretende disculparse ante la actriz y acude a visitarla al hotel donde se hospeda. Allí es confundido por el novio de ella, lo que provocará un montón de cómicas situaciones.

## Reparto
| Intérprete              | Personaje              |
| ----------------------- | ---------------------- |
| José Luis Ozores        | Antonio                |
| Lolita Sevilla          | Carmen Reyes           |
| José María Lado         | Don Demetrio           |
| José Luis López Vázquez | Recepcionista de hotel |
| Antonio Ozores          | Miguel Colina          |
| Roberto Rey             | Sr. Olmedo             |
| Ena Sedeño              | Doña Palmira           |
| Ángel Ter               | Ayudante de dirección  |
| Manuel Alexandre        | Vecino en estación     |
| Alady                   |                        |
| Manuel Guitián          | Emilio                 |
| Francisco Bernal        | Mozo estación          |
| Aníbal Vela             | Director de cine       |
| Emilio Santiago         | Ordenanza estudios     |
| María Cañete            | Amiga de Palmira       |
| Juan Cazalilla          | Periodista fotógrafo   |
| Alfredo Muñiz           | Periodista             |
| Pilar Gómez Ferrer      | Sra. Martina           |